# Свои-чужие (роман)
Свои-чужие — седьмой роман американской писательницы Энн Пэтчетт, выпущенный в 2016-м году. Все начинается со случайного поцелуя на крестинах, который становится концом истории для двух семей и началом для третьей. А шестеро детей неожиданно оказываются своими-чужими — и учатся выживать в новых обстоятельствах. 
Роман был тепло принят критиками и читателями. Обозреватель New York Times Дженнифер Сениор писала: «Энн Пэтчетт давно заинтересовалась темой неловкости, боли и милосердия, которые неизбежно возникают, когда жизнь вынуждает совершенно незнакомых людей вступать в неожиданные союзы. Наиболее полное выражение эта тема нашла в ее романе „ Бельканто“, где в центре сюжета — захват заложников на празднике по случаю дня рождения японского посла. Но куда более распространенной формой принудительного общения — не связанного с использованием оружия, хотя порой кажется, что это не так — являются смешанные семьи. Терпеть собственных родственников подчас бывает непросто. Но терпеть чужих сложнее в десять раз». А Рон Чарльз из Washington Post писал: «…мы всей душой проникаемся историей этих семей, завлеченные слогом Пэтчетт, который никогда прежде не был таким легким и изящным. Этому роману присущ минимализм, звучащий громче, чем многословие».

## Сюжет
Однажды воскресным вечером помощник прокурора Альберт Казинс оставил дома жену и детей и, захватив бутылку джина, отправился к Фрэнсису Китингу — коллеге, которого почти не знал, на вечеринку, на которую его никто не звал. Альберт не собирался целовать Беверли, жену хозяина, — все случилось само собой. Но это событие в результате разрушило два брака и навсегда изменило жизни четырех взрослых и шестерых детей. В одном из лучших своих романов мастер глубокой психологической прозы Энн Пэтчетт рассказывает о том, как складывались их судьбы на протяжении последующих пятидесяти лет.

## История создания
В интервью «Энн Пэтчетт называет „Свои-чужие“ своим первым автобиографическим романом» писательница говорит: «Мои родители развелись, когда я была совсем маленькой, и мама вышла замуж за отца четырех детей. Потом мы переехали на другой конец страны — правда, не в Виржинию. И вот этот опыт — когда тебя выдергивают из одной семьи и помещают в другую — всегда был мне очень интересен… Это очень сложно. Хотя бы потому, что не сразу разберешься, с кем будешь проводить Рождество». Отмечая, что многие авторы берут за основу для первых книг собственный жизненный опыт, Пэтчетт говорит о том, что с самого начала хотела доказать, что у нее «богатое воображение». Но прелесть работы над романом в 52 года заключается в том, что, по словам Пэтчетт, она уже все себе доказала. Теперь она чувствует, что каждая часть ее личности, ее жизни, ее воображения и каждая пядь каменистой почвы ее разума принадлежит только ей. И это прекрасно.
Действие остальных романов Энн Пэтчетт происходит вдали от дома — например, идея «Бельканто» выросла из новостной заметки о захвате заложников в Перу. Но в интервью о «Свои-чужие» Пэтчетт призналась: «Я всегда писала о своей семье, но до сих пор была достаточно умна, чтобы прятать всех в гигантских костюмах из проволочной сетки и клейкой ленты». До выхода «Свои-чужие» она советовалась с другими членами семьи, но что касается собственных страхов писательницы, то она всерьез опасалась, что все вопросы по поводу романа будут крутиться вокруг его автобиографичности. "Большая часть того, о чем я написала, не происходила на самом деле. Но чувства я воспроизвела в точности. Или, как сказала моя мама, «Ничто из этого не случилось, но все это правда»